# Estonian International
Die Estonian International sind die offenen internationalen Meisterschaften von Estland im Badminton. Sie werden seit 2001 ausgetragen. Die Titelkämpfe sind als BWF-Level 4 Future Series  eingestuft und gehören dem BE Circuit an. Wie bei internationalen Meisterschaften im Badminton üblich tragen sie den Namen des Hauptsponsors im Titel und werden somit auch als Kalev International bezeichnet.

## Die Sieger
| Saison    | Herreneinzel       | Dameneinzel            | Herrendoppel                             | Damendoppel                              | Mixed                                            |
| --------- | ------------------ | ---------------------- | ---------------------------------------- | ---------------------------------------- | ------------------------------------------------ |
| 2001      | Jyri Aalto         | Anastasia Russkikh     | Mikhail Kelj Viktor Maljutin             | Kai-Riin Saluste Anastasia Russkikh      | Alexandr Russkikh Anastasia Russkikh             |
| 2002 2003 | nicht ausgetragen  | nicht ausgetragen      | nicht ausgetragen                        | nicht ausgetragen                        | nicht ausgetragen                                |
| 2004      | Yuichi Ikeda       | Kati Tolmoff           | Theodoros Velkos Giorgos Patis           | Kati Tolmoff Solenn Pasturel             | Ilkka Nyqvist Leena Löytömäki                    |
| 2005      | Jean-Michel Lefort | Kati Tolmoff           | Benoît Azzopard Baptiste Carême          | Piret Hamer Helen Reino                  | Jean-Michel Lefort Akvilė Stapušaitytė           |
| 2006      | Kęstutis Navickas  | Kati Tolmoff           | Andrej Ashmarin Anton Nazarenko          | Claudia Vogelgsang Caren Hückstädt       | Adam Cwalina Małgorzata Kurdelska                |
| 2007      | Kristian Nielsen   | Kati Tolmoff           | Tuomas Nuorteva Mikko Vikman             | Lucía Tavera Sandra Chirlaque            | Anton Nazarenko Evgenia Antipova                 |
| 2008      | nicht ausgetragen  | nicht ausgetragen      | nicht ausgetragen                        | nicht ausgetragen                        | nicht ausgetragen                                |
| 2009      | Ville Lång         | Tatjana Bibik          | Naoki Kawamae Shoji Sato                 | Cai Jiani Bo Rong                        | Zhang Yi Cai Jiani                               |
| 2010      | nicht ausgetragen  | nicht ausgetragen      | nicht ausgetragen                        | nicht ausgetragen                        | nicht ausgetragen                                |
| 2011      | Ville Lång         | Michelle Chan          | Peter Käsbauer Josche Zurwonne           | Iris Tabeling Selena Piek                | Jacco Arends Selena Piek                         |
| 2012      | Ville Lång         | Judith Meulendijks     | Laurent Constantin Sébastien Vincent     | Iris Tabeling Selena Piek                | Dave Khodabux Selena Piek                        |
| 2013      | Kento Momota       | Line Kjærsfeldt        | Laurent Constantin Matthieu Lo Ying Ping | Irina Hlebko Ksenia Polikarpova          | Anton Kaisti Jenny Nyström                       |
| 2014      | Rasmus Fladberg    | Evgeniya Kosetskaya    | Nikita Khakimov Vasily Kuznetsov         | Anastasia Chervyakova Nina Vislova       | Vitaliy Durkin Nina Vislova                      |
| 2015      | Anton Kaisti       | Olga Golovanova        | Laurent Constantin Matthieu Lo Ying Ping | Victoria Dergunova Olga Morozova         | Kasper Antonsen Amanda Madsen                    |
| 2016      | Ville Lång         | Lianne Tan             | Jones Ralfy Jansen Josche Zurwonne       | Anastasia Chervyakova Olga Morozova      | Alexandr Zinchenko Olga Morozova                 |
| 2017      | Raul Must          | Delphine Lansac        | Bastian Kersaudy Julien Maio             | Mariya Mitsova Petya Nedelcheva          | Rodion Alimov Alina Davletova                    |
| 2018      | Lucas Claerbout    | Ksenia Polikarpova     | Andrey Parakhodin Nikolai Ukk            | Ekaterina Bolotova Alina Davletova       | Peter Käsbauer Olga Konon                        |
| 2019      | Arnaud Merklé      | Asuka Takahashi        | Peter Briggs Gregory Mairs               | Julie Finne-Ipsen Mai Surrow             | Danny Bawa Chrisnanta Tan Wei Han                |
| 2020      | Hashiru Shimono    | Natsuki Nidaira        | Chiang Chien-wei Ye Hong-wei             | Rena Miyaura Saori Ozaki                 | Yujiro Nishikawa Saori Ozaki                     |
| 2021      | nicht ausgetragen  | nicht ausgetragen      | nicht ausgetragen                        | nicht ausgetragen                        | nicht ausgetragen                                |
| 2022      | Kok Jing Hong      | Kristin Kuuba          | Danny Bawa Chrisnanta Andy Kwek          | Chasinee Korepap Jhenicha Sudjaipraparat | Ratchapol Makkasasithorn Jhenicha Sudjaipraparat |
| 2023      | Yushi Tanaka       | Huang Yu-hsun          | Shuntaro Mezaki Haruya Nishida           | Paula Cao Hok Lauren Lam                 | Mads Vestergaard Christine Busch                 |
| 2024      | Joakim Oldorff     | Rosy Oktavia Pancasari | Loh Kean Hean Nicholas Low Sheng Yan     | Bengisu Erçetin Nazlıcan Inci            | Jones Ralfy Jansen Thuc Phuong Nguyen            |
| 2025      | Joakim Oldorff     | Nella Nyqvist          | Yue Chern Chua Koon Fung Kelvin Ho       | Margot Lambert Camille Pognante          | Ethan van Leeuwen Abbygael Harris                |